# Niederhöcking
Niederhöcking ist ein Pfarrdorf im niederbayerischen Landkreis Dingolfing-Landau. Der Ort liegt im Tal der Isar, etwa drei Kilometer südwestlich der Stadt Landau an der Isar, dessen Ortsteil Niederhöcking seit 1978 ist. In dem Dorf leben etwa 230 Einwohner.

## Geschichte
Eine erste Kirche in Heikkinga wird bereits Ende des 9. Jahrhunderts erwähnt. Seit frühen Zeiten gehört Niederhöcking als Urpfarrei zur Diözese Regensburg, während die benachbarte Pfarrei Landau an der Isar Teil der Diözese Passau ist. Zeugnisse aus allen Epochen der Niederhöckinger Kirchengeschichte fanden die Archäologen im Zuge der jüngsten Bauarbeiten. Sie förderten zahlreiche Gräber aus neunhundert Jahren, Fundamente und schließlich sogar Keramik aus der Zeit um 1000 zutage.
In der Zeit des Herzogtums Bayern bildete Niederhöcking eine Obmannschaft. Die politische Gemeinde Niederhöcking entstand 1818 nach dem Zweiten Gemeindeedikt aus dem Steuerdistrikt Höcking. 1823 wurde davon die Gemeinde Oberhöcking mit den Ortsteilen Oberhöcking, Weilnbach, Windschnur und Wolfsgasse abgetrennt.
1925 bestand die Gemeinde aus den 19 Orten Attenhausen, Bach, Batzenhäusl, Benkhausen, Christlöd, Flexöd, Follnbach, Holzhäuseln, Jungholzen, Kuchlholz, Kühbach, Niederhöcking, Rappensberg, Scheern, Thanhöcking, Tuntenberg, Usterling, Weihern und Zanklau und hatte eine Fläche von 1298 Hektar.
Der rechts der Isar gelegene Teil der aufgelösten Gemeinde Harburg mit dem Kirchdorf Zulling wurde 1946 eingegliedert (der Rest der Gemeinde Harburg kam nach Pilsting). Die neue Gemeindegrenze war das rechte Isarufer. Ebenfalls 1946 wurde Benkhausen nach Mamming und Zanklau nach Landau umgegliedert.
Im Zuge der Gemeindegebietsreform in Bayern wurden die Gemeinden Niederhöcking und Oberhöcking am 1. Januar 1971 zur neuen Gemeinde Höcking zusammengelegt. Durch die Eingemeindung der Gemeinde Höcking kam Niederhöcking am 1. Januar 1978 zur Stadt Landau an der Isar. Im August 2012 konnte Niederhöcking nach zehn Jahren den Abschluss der Dorferneuerung feiern.

## Sehenswürdigkeiten

### Pfarrkirche Niederhöcking (St. Martin).
Sie stammt aus der ersten Hälfte des 15. Jahrhunderts. Nach dem Abbruch des 1855 erbauten Langhauses erfolgte am 15. November 1998 die Weihe eines neuen Langhauses und Pfarrheims durch den Regensburger Diözesanbischof Manfred Müller. Im Zentrum der hohen Altarwand steht eine Darstellung des Barmherzigen Jesus. Das Gemälde ist umgeben von sieben kreuzförmig angeordneten Reliefs, welche  die Werke der leiblichen Barmherzigkeit zeigen. Das theologische Programm von Pfarrer Friedrich Teetz wurde durch die aus der Pfarrei stammenden Künstler Josef Mayer (Entwürfe) und Josef Paleczek (Ausführung) realisiert. Letzterer schuf außerdem Altar, Ambo, Osterleuchter, Sedilien, die Fatimamadonna, St. Martin und den Marienbrunnen. Von Josef Wenleder aus Oberhöcking stammen die beiden Seitenfenster des Chorraums und die Lichtrosette mit der Darstellung der Heiligsten Dreifaltigkeit. Aus der Vorgängerkirche wurden barocke Apostelbilder,  Chorbogenkruzifix und Missionskreuz übernommen. Der Kreuzweg von 1856 wurde aus dem Pfarrstadel geborgen und wieder angebracht. Die vier kreuzförmig an der Westseite eingebauten Glasfenster aus dem alten Kirchenschiff stellen den Kirchenpatron, St. Georg, St. Notburga und St. Theresia vom Kinde Jesu dar. Der Hochaltar von 1870 fand nach der Restaurierung seinen Platz in der Seitenkapelle, dem ehemaligen Presbyterium. Hier steht auch der Taufstein des 14. Jahrhunderts als ältestes Inventarstück der Pfarrkirche.

## Bildung und Erziehung
- Kindergarten St. Martin

## Vereine
- Freiwillige Feuerwehr Niederhöcking
- Verein für Gartenbau und Landschaftspflege Höcking
- Krieger- u. Reservisten-Kameradschaft Höcking
- Landfrauen Niederhöcking
- Lindenschützen Höcking
- Reiterfreunde Höcking-Landau e. V.
- Sportverein Höcking e. V.
- Bayer. Jungbauernschaft Höcking